# Вульфия
Вульфия (лат. Wulffia) — род растений семейства Астровые, насчитывающий 3 вида. Назван в честь немецкого ботаника, автора книги Flora Borussica, Иоганна Кристофа Вульфа (ум. 1767).

## Виды
В литературных источниках нет единого мнения относительно количества видов этого рода. Существует огромное количество видов растений из других родов, синонимы которых имеют название Wulffia. Самым известным является Wulffia baccata, являющийся синонимом вида Tilesia baccata, произрастающая в Южной Америке.
Название Wulffia baccata используется практически во всех литературных источников начиная с XIX века. Также этот род часто путают с родом Wolffia.